# Osmia milenae
Osmia milenae är en biart som beskrevs av Borek Tkalcu 1992. Osmia milenae ingår i släktet murarbin, och familjen buksamlarbin. Inga underarter finns listade i Catalogue of Life.